# Tara (Drina)
Die Tara (serbisch-kyrillisch Тара) ist der Hauptquellfluss der Drina und übertrifft sowohl in der Wasserführung als auch mit 140 km Länge den anderen Quellfluss, die Piva (etwa 120 km). Somit ist die Tara der längste Fluss Montenegros. In ihrem Unterlauf hat sie eine spektakuläre Schlucht ausgebildet, die eine der längsten und tiefsten Europas ist.

## Verlauf

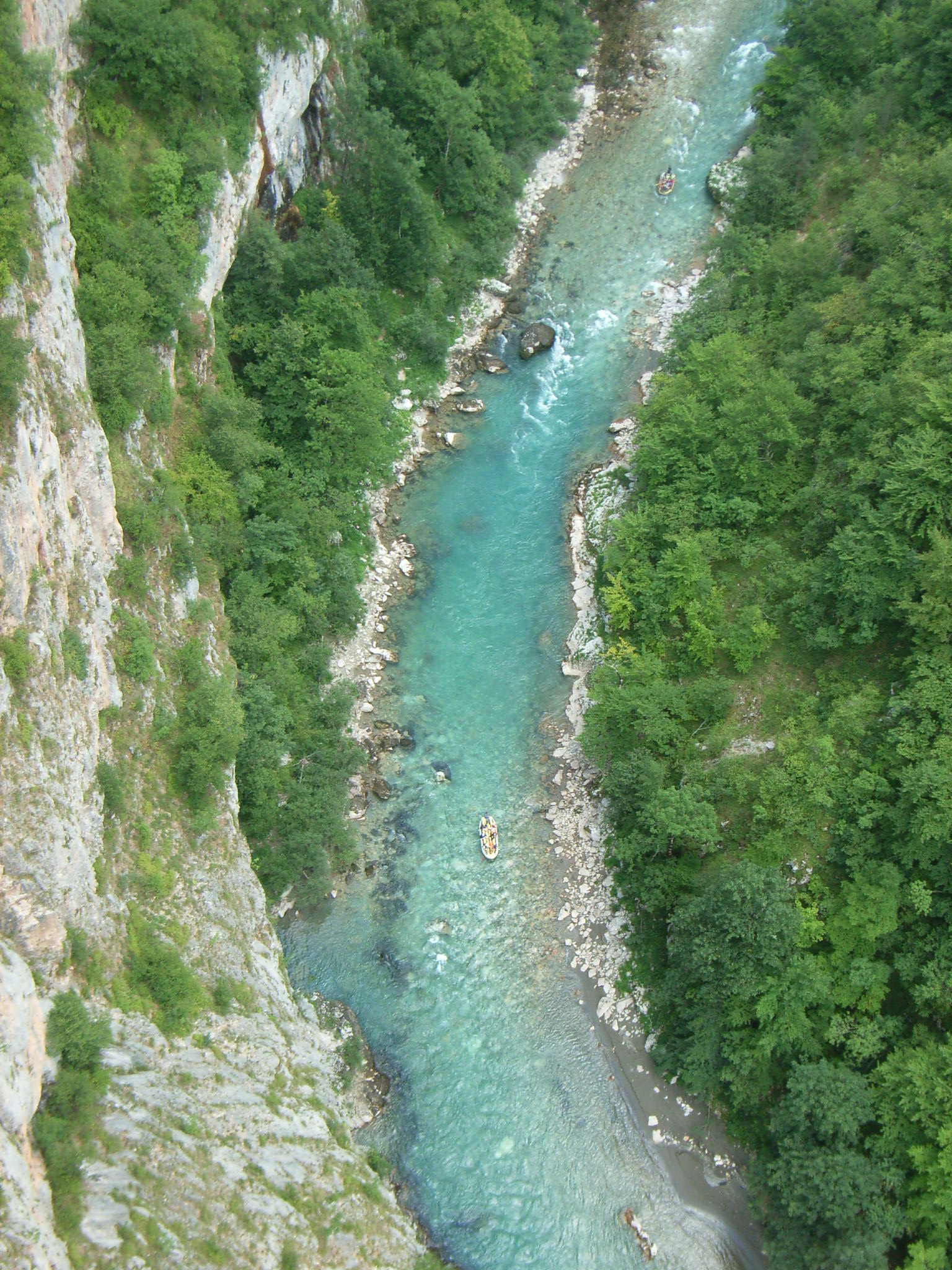
Tara-Schlucht

Der Fluss entsteht auf einer Höhe von etwa 2000 Metern im Žijevo-Gebirge, an der montenegrinisch-albanischen Grenze, circa 30 km südlich von Kolašin aus dem Zusammenfluss der Opasanica und der etwas größeren wie längeren Veruša. Von Prošćenje bis zum Zusammenfluss mit der Piva bei Hum an der montenegrinisch-bosnischen Grenze hat sich die Tara im Lauf der Jahrtausende über 1.300 m tief in das umliegende Gebirge eingeschnitten und die Tara-Schlucht gebildet. Der Fluss hat in diesem Bereich ein durchschnittliches Gefälle von 3,6 m/km.

## Tara-Schlucht
Die Tara-Schlucht hat eine Länge von 78 Kilometern und eine Tiefe von stellenweise über 1300 Metern. Sie ist damit einer der längsten und tiefsten Canyons Europas und gehört neben der Colorado-Schlucht in den USA, dem Colca-Tal in Peru, der Barranca del Cobre in Mexiko und einigen asiatischen Schluchten zu den größten der Welt.
1980 wurde der untere, als Schlucht ausgebildete Bereich des Flusses als Teil des Nationalparks Durmitor von der UNESCO in die Welterbeliste aufgenommen.

## Wassersport

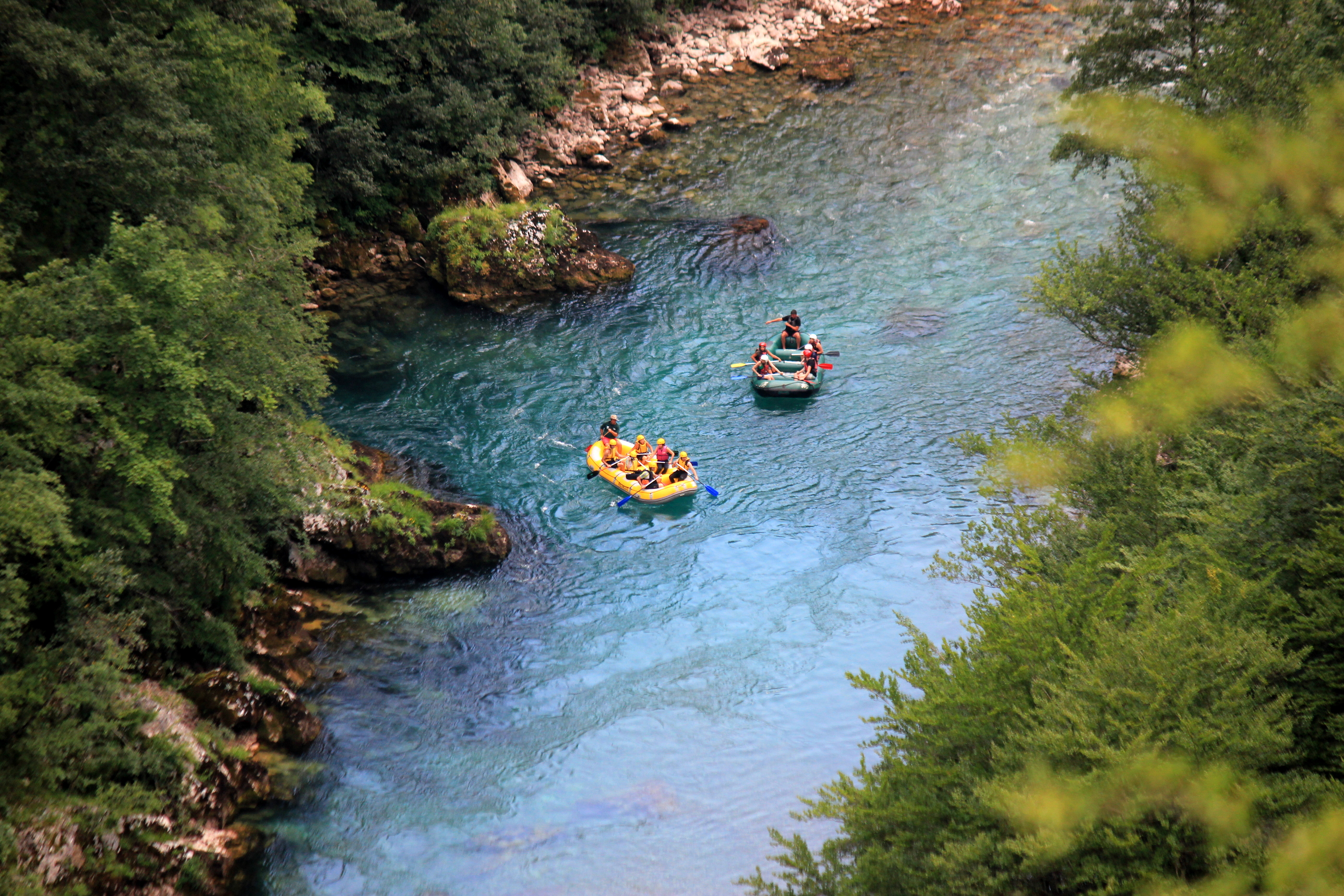
Rafting auf der Tara

Aufgrund der vielen bis zu 60 m hohen Wasserfälle und Kaskaden ist die Tara ein Paradies für Rafting-Sportler.

## Brücken

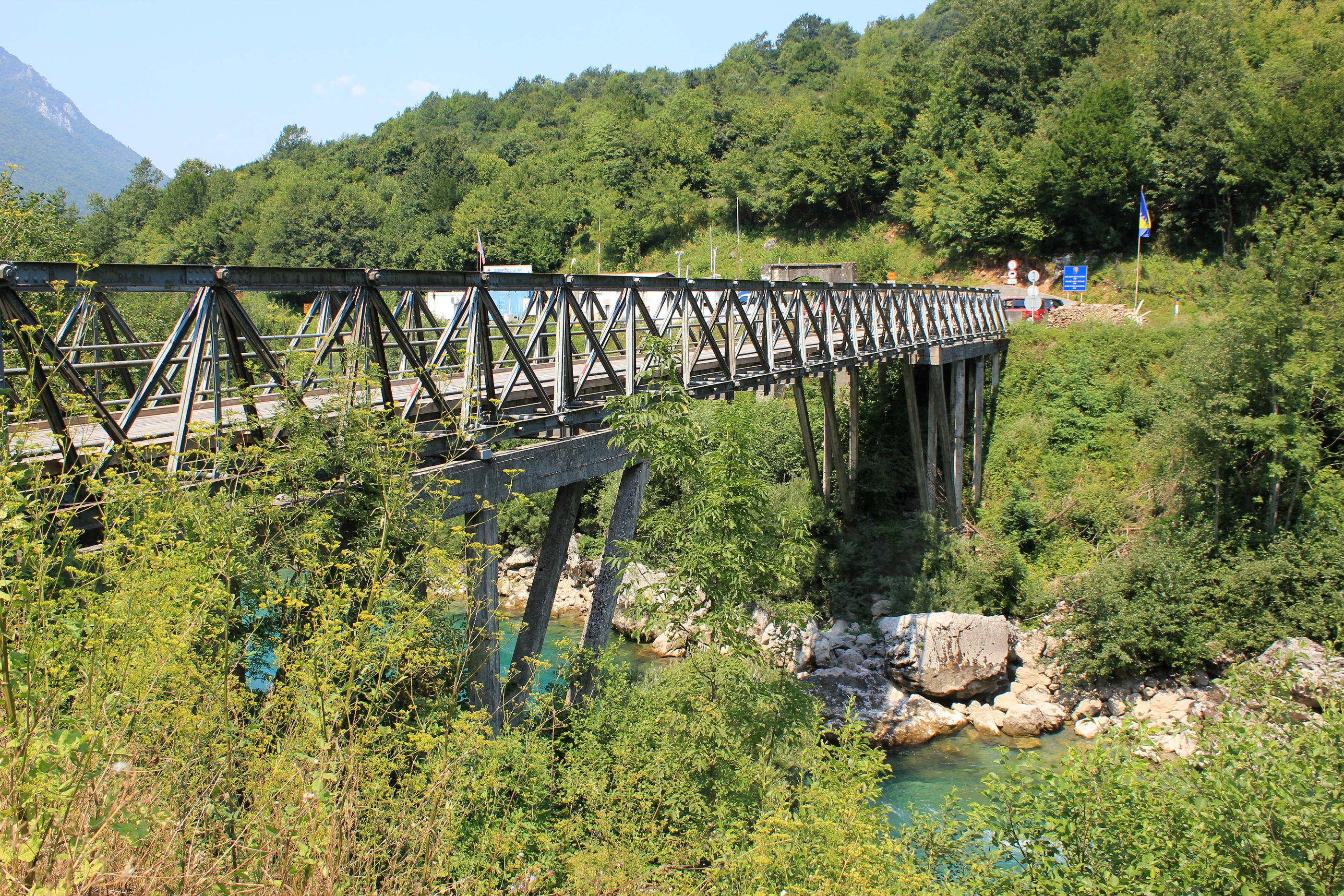
Grenze zwischen Bosnien und Herzegowina und Montenegro bei Šćepan Polje

Während es im Oberlauf der Tara mehrere Brücken gibt, so die der Europastraße 65 bei Mojkovac und zwei Brücken der Bahnstrecke Belgrad–Bar zwischen Mojkovac und Kolašin, findet sich im mittleren und Unterlauf des Flusses auf Grund der Topografie und der dünnen Besiedlung mit der Đurđevića-Tara-Brücke nur eine wichtige Brücke. Diese ist 350 Meter lang und bis zu 150 Meter hoch.